# Israelische Fallschirmjäger-Brigade

Wappen der Fallschirmjäger-Brigade

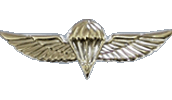
Springerabzeichen

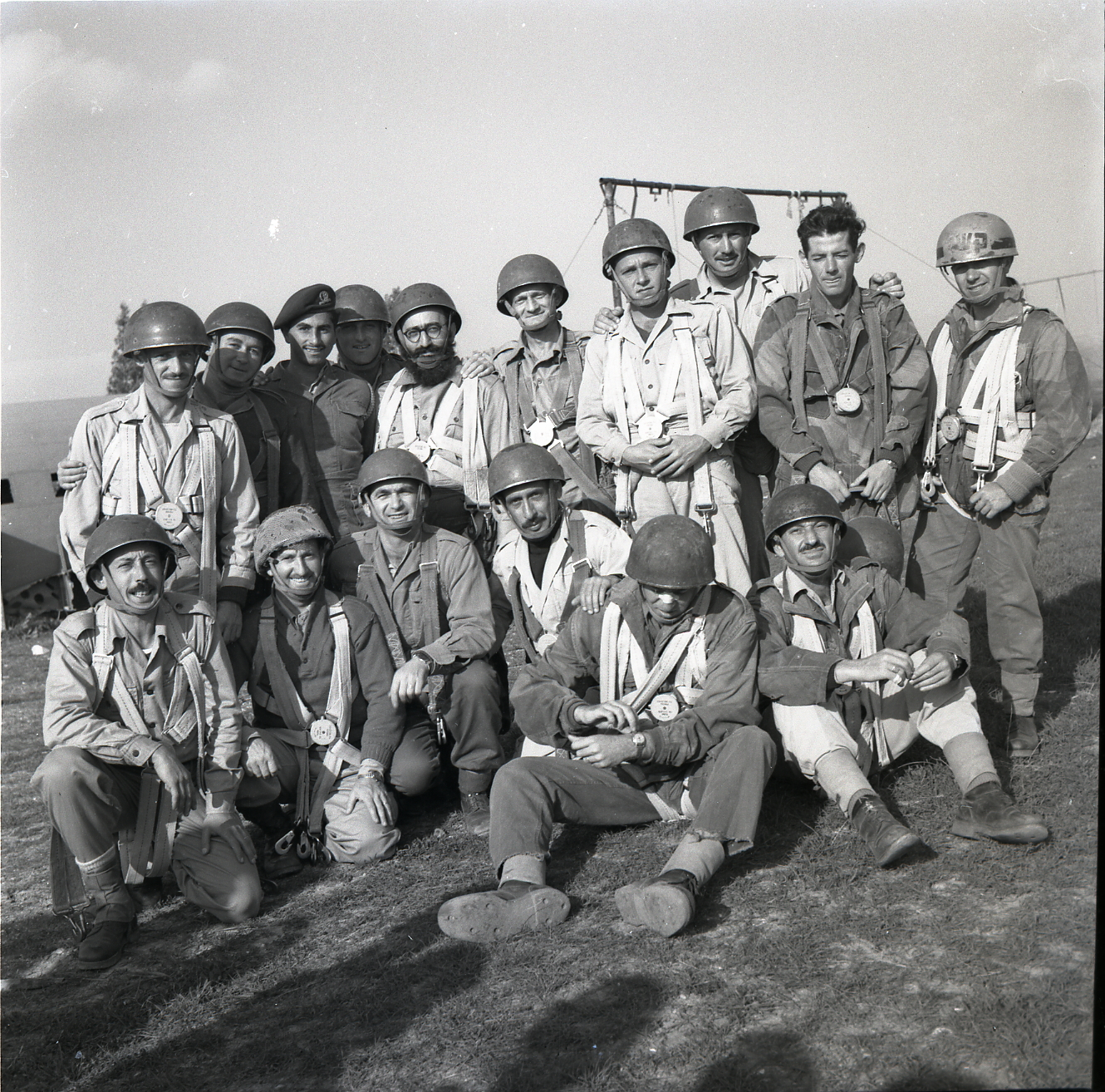
Auszubildende Soldaten der Israelischen Fallschirmjäger-Brigade auf Tel Nof im Jahr 1955

Die Fallschirmjäger-Brigade (חטיבת הצנחנים, Chativat ha-Zanchanim; Spitzname „Fliegende Schlange“) ist die Luftlandekomponente der israelischen Streitkräfte und als militärischer Großverband Teil des Zentralkommandos. Die Tzanahim  führen seit ihrer Aufstellung Anfang der 1950er Jahre eine Reihe von Spezialoperationen durch.
Neben den regulären Einheiten hält die IDF die 55., 226., 551. und 646. Brigade als Reservisten-Fallschirmjäger-Brigade vor.

## Geschichte

### Vorläufer
Bereits im Zweiten Weltkrieg sprangen 32 jüdische Kämpfer, darunter Hanna Szenes und Yoel Palgi, als Kommandoeinheit zur Errichtung einer Fluchtroute für abgeschossenes RAF-Personal, mit dem Fallschirm über dem besetzten Europa ab. Die Gruppe wurde gefasst. Szenes schrieb vor ihrem Tod eines den Tzanahim noch heute gelehrtes Gedicht. Palgi entkam und stellte am 26. Mai 1948 auf Anweisung Ben Gurions die erste Springereinheit auf. Unter seinen 100 Rekruten waren erfahrene Pal´mach, Französische Fremdenlegionäre, Amerikanische und Britische Fallschirmjäger und viele KZ-Überlebende. Sie hatten unterschiedliches Vorwissen und vielfältige Sprachkenntnis. Während des israelischen Unabhängigkeitskriegs war die Einheit in der Tschechoslowakei zur Fallschirmsprungausbildung. Als Konsequenz wurde die Einheit Oberst Yehuda Harari unterstellt und in Tel Nof eine Luftlandeschule, mit 36-tägigen Lehrgängen eingerichtet. Am israelischen Unabhängigkeitskrieg nahmen diese Soldaten aufgrund des Misstrauens im israelischen Generalstab gegenüber den IDF zunächst nicht teil.
Antiterrorkommandos unter Ariel Sharon führten als Einheit 101 Handstreiche gegen Ziele in arabischen Dörfern durch. Aufgrund der hohen Verluste in der arabischen Zivilbevölkerung wurde die Einheit im Januar 1954 aufgelöst.

### Bataillon 890
Die Fallschirmjäger und Einheit 101 wurden danach zum  Bataillon 890 zusammengefasst. Sie war die erste Fallschirmjäger-Kommandoeinheit Israels, aufgestellt, um eine luftverlegbare Eliteeinheit auf Brigadeebene zu formen, die auch Kommando- und Spezialeinsätze ausführen kann. Sie war die erste Einheit Israels, die komplett mit der Maschinenpistole Uzi ausgerüstet wurde. Ihr erster Kommandeur wurde Ariel Scharon, der zuvor die Einheit 101 geführt hatte.
Weitere Ziele der Aufstellung eines solchen Großverbandes war die Verbesserung des allgemeinen Ausbildungsstandes aller Infanterieeinheiten durch die Entwicklung neuer Gefechtsstrategien und deren Weitergabe in gemeinsamen Manövern. Zusätzlich wollte man eine schnelle Eingreiftruppe formen, die als strategische Reserve für den Generalstab fungiert und in der Lage ist, auch verdeckte Fernaufklärungsoperationen auszuführen, um ihn immer mit den neusten Informationen für die Erstellung des aktuellen Lagebildes zu versorgen. Des Weiteren sollte diese Truppe den personellen Grundstein künftiger Offiziere und Kommandeure bilden, um so das Verständnis für den Einsatz und militärischen Wert von Spezialeinsatzkräften zu fördern.
Ihren ersten Kriegseinsatz und großangelegte Sprungoperation hatte die Einheit 202 der Fallschirmjäger Brigade 1956 während der Sueskrise. 1967 war sie während des Sechstagekrieges beteiligt an der erfolgreichen Eroberung Jerusalems, gemeinsam mit der Jerusalem-Brigade, der Harel-Brigade und Unterstützung durch Panzertruppen. Die Fallschirmjäger eroberten die Klagemauer und den Tempelberg, eine Aktion, die von der Mehrheit der israelischen Bevölkerung angesichts der religiösen Bedeutung dieser Orte als der historische Augenblick des Krieges gesehen wird.
In den folgenden Jahren brachte die Einheit spätere Generalstabschefs hervor, wie zum Beispiel Schaul Mofas und Mosche Jaalon.
Zurzeit ist die Fallschirmjäger-Brigade in Antiterroroperationen im Westjordanland eingebunden.

## Auftrag

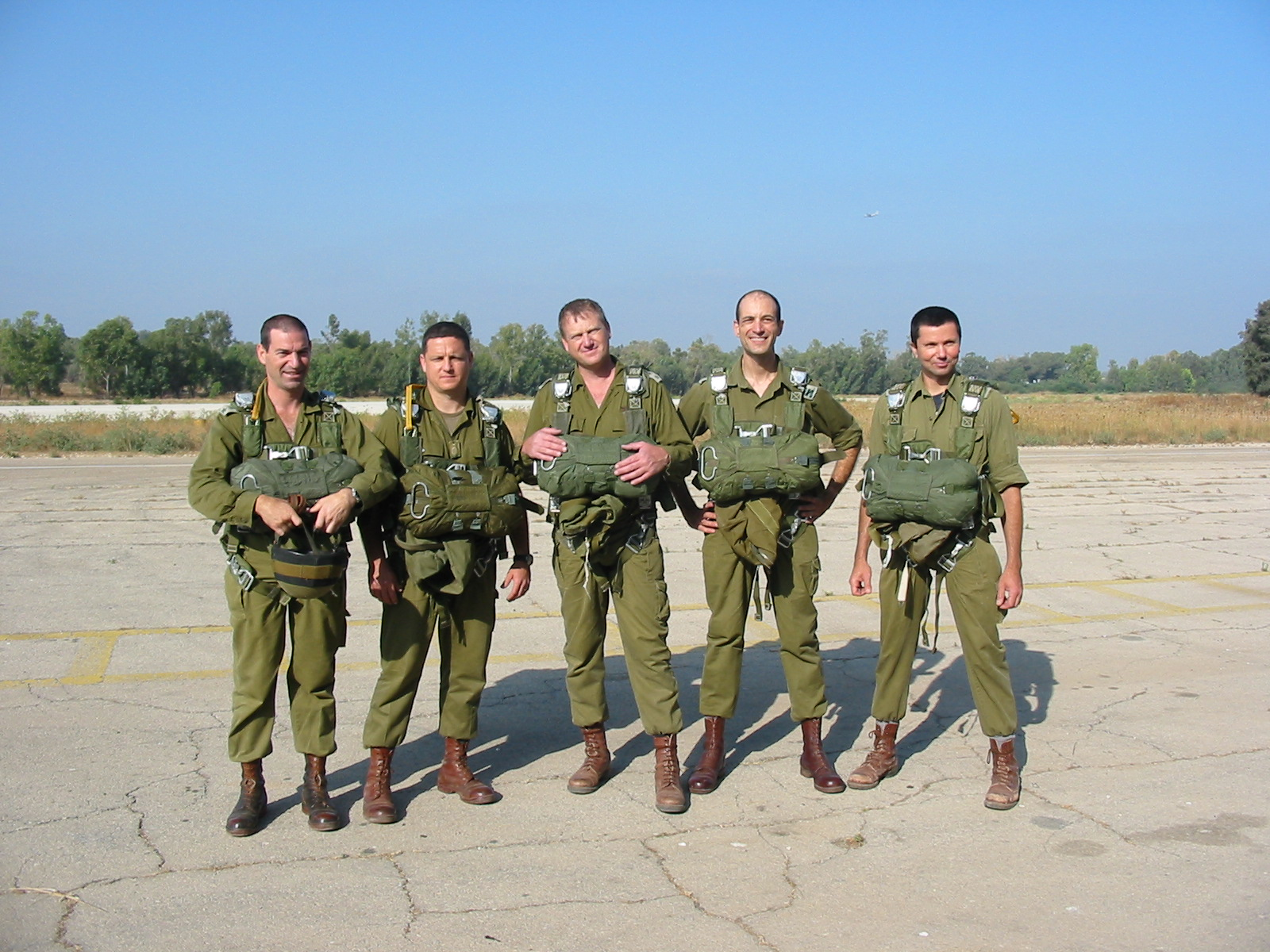
Reserveoffiziere bei einer Fallschirmübung 2004

Die Ausbildung und Ausrüstung der Fallschirmjäger-Brigade ist sowohl auf spezielle als auch auf klassische militärische Operationen ausgelegt. Sie ist Leichte Infanterie mit dem Auftrag, schnell und unbemerkt tief ins gegnerische Territorium einzudringen und ihr Einsatzgebiet ebenso zu verlassen, um dort Informationen zu beschaffen, Überfälle auszuführen, gegnerische Operationen zu stören, Landepunkte für nachfolgende Einheiten zu sichern und Personal und Ausrüstung zu bergen. Darüber hinaus sind die Fallschirmjäger in der Lage, auch alle klassischen Einsatzspektren von Luftlandetruppen und Leichter Infanterie auszuführen.
Allerdings ist ihre Fähigkeit zum Kampf gegen gepanzerte Einheiten wegen der leichten Bewaffnung eingeschränkt. Ähnliches gilt für Luftabwehr- und Artilleriefähigkeiten. Darüber hinaus verfügen die Fallschirmjäger nur über geringe eigene Nachschub- und sonstige Kampfunterstützungsfähigkeiten, was sie bei längeren Einsätzen im hohen Maß vom Aufbau einer Unterstützungs-Infrastruktur abhängig macht.
Ihre gegenwärtige Rolle innerhalb des Army Special Operation Command ist die einer Kommandoeinheit für direkte überfallartige Kampfhandlungen (direct action), die auch in der Lage ist auf breit angelegter infanteristischer Ebene auch größere Ziele zu bekämpfen und gegebenenfalls einzunehmen (beispielsweise Flughäfen).

## Organisation

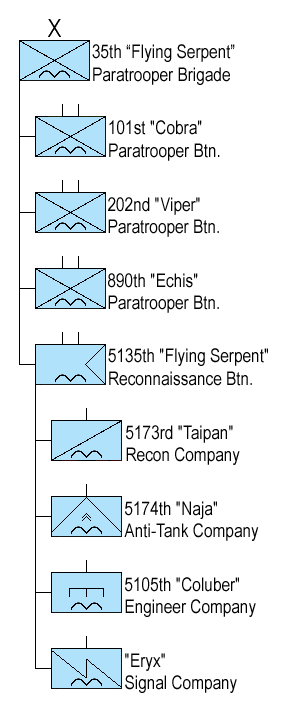
Struktur der Brigade

Die 35. Fallschirmjäger-Brigade, so die aktuelle Bezeichnung der Fallschirmjäger-Brigade setzt sich aus drei Bataillonen Kampftruppen und einem Spezialtruppen-Bataillon (Unterstützungsbataillon) zusammen sowie einer selbstständigen Fernmelde-Kompanie, die direkt dem Brigadestab untersteht. Alle Einheiten tragen den Namen von Schlangen. Die Nummerierung des ersten Bataillons, das 101., erinnert an die Einheit 101 und soll diese Traditionslinie fortsetzen, das Gleiche gilt für das zweite Bataillon, welches die Nummer 202 trägt, das an den früheren Namen 202. Fallschirmjäger-Brigade der heutigen 35. Fallschirmjäger-Brigade erinnern soll. Das dritte Bataillon trägt die Nummer 890, was an das 890. Bataillon erinnern soll, eine der Einheiten die 1954 mit der Fallschirmjäger-Brigade verschmolzen wurden.
Die 5173. Taipan Aufklärungs-Kompanie (Sayeret), welche formal Teil des Fliegende Schlange Spezialtruppen-Bataillon ist, untersteht in Kriegszeiten dem Hauptquartier der Brigade direkt und ist gewissermaßen die Elite der Elite, da hier nur die fähigsten Soldaten der Brigade Zugang finden.
Unterstellte Einheiten
Fallschirmjägereinheiten werden nach Schlangen benannt
- 101. Kobra Fallschirmjäger-Bataillon
- 202. Viper Fallschirmjäger-Bataillon
- 890. Echis Fallschirmjäger-Bataillon (Echis sind Sandrasselottern)
- 5135. Fliegende Schlange Spezialtruppen-Bataillon
  - 5174. Naja Panzerabwehr-Kompanie (Naja sind Echte Kobras, Giftnattern)
  - 5105. Coluber Pionier-Kompanie (Coluber ist die Zornnatter)
  - 5173. Taipan Aufklärungs-Kompanie (Taipane sind australische Giftschlangen)
- Eryx Fernmelde-Kompanie (Eryx ist eine Sandboa)

## Rekrutierung und Ausbildung
Der Dienst in der Fallschirmjäger-Brigade ist grundsätzlich freiwillig und erfordert ein sehr hohes Maß an mentalen und physischen Fähigkeiten. Deshalb ist die Durchfallquote bei den schwierigen und mitunter rigiden Eignungstests relativ hoch, dennoch ist der Zustrom an Bewerbern infolge des exzellenten Renommees der 35. Fallschirmjäger-Brigade beträchtlich. Da die israelischen Streitkräfte ein sehr hochentwickeltes Reserveeinheitensystem haben, findet die obligatorische Einbindung der Reservisten zum temporären aktiven Dienst jährlich statt. Es existieren vier weitere Fallschirmjägerbrigaden der Reserve. Das Personal dieser Reservebrigaden leistet seinen Reservedienst in der 35. Fallschirmjäger-Brigade ab, der einzigen permanent aktiven Fallschirmjägerbrigade Israels.

## Bewaffnung

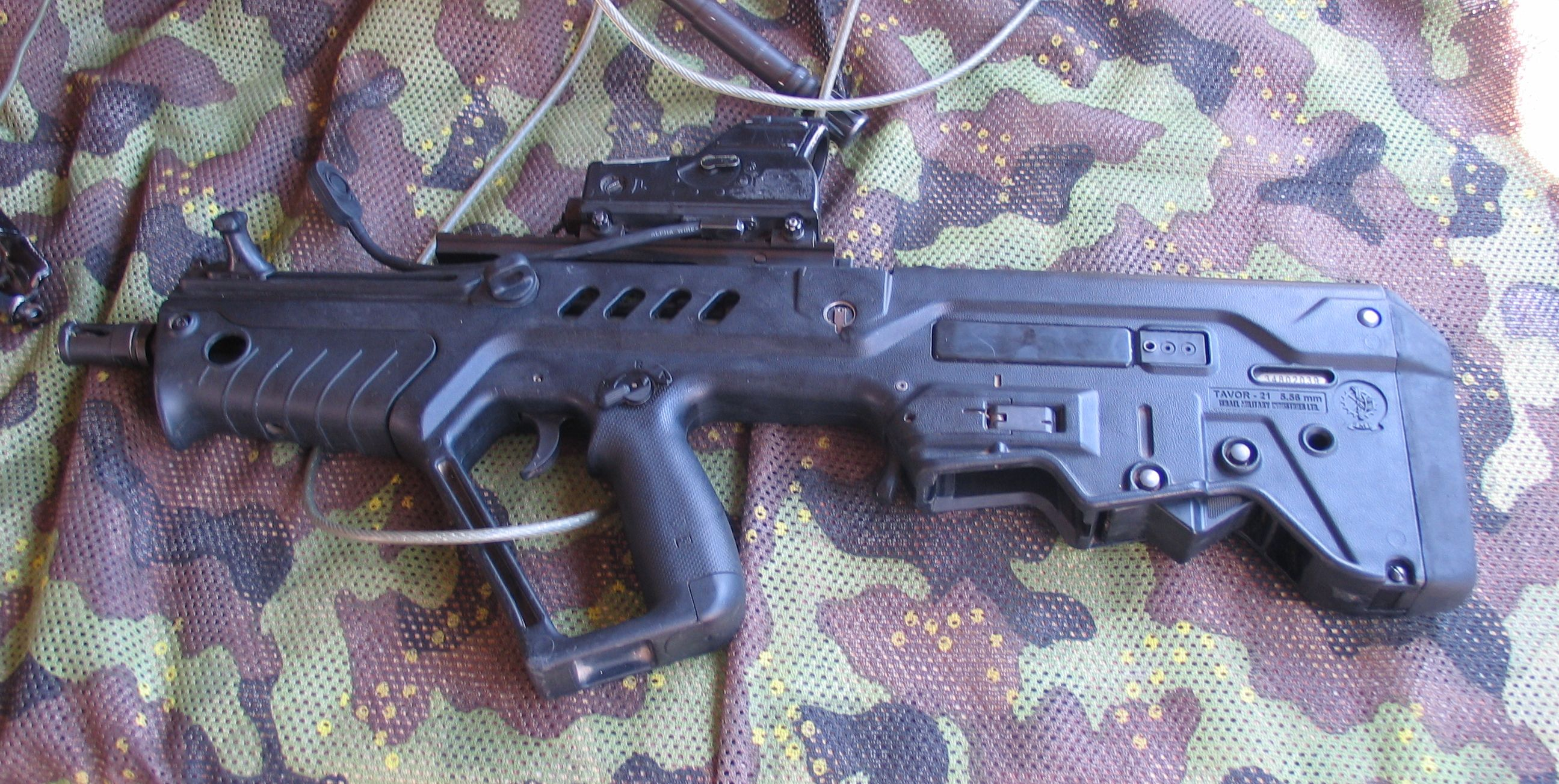
TAR-21-Sturmgewehr

Wegen der Spezialeinsatzfähigkeit der Truppe verfügt die 35. Fallschirmjäger-Brigade auch über abweichende Waffenzuteilungen und Ausrüstungsgegenstände, die zur Ausführung ebendieser Missionen erforderlich ist.
Die Einheit verwendet bzw. verwendete Glock 17 und Glock 19 Selbstladepistolen, Sturmgewehre des Typs Colt M4 und Tavor TAR-21,
Maschinenpistolen des Typs Uzi, Scharfschützenwaffen der Typen IMI Galil Galat’z, Mauser 86SR, M24 und Steyr SSG 69 und Vorderschaftrepetierflinten der Typen Remington 870 und Mossberg.

## Gedenkstätten

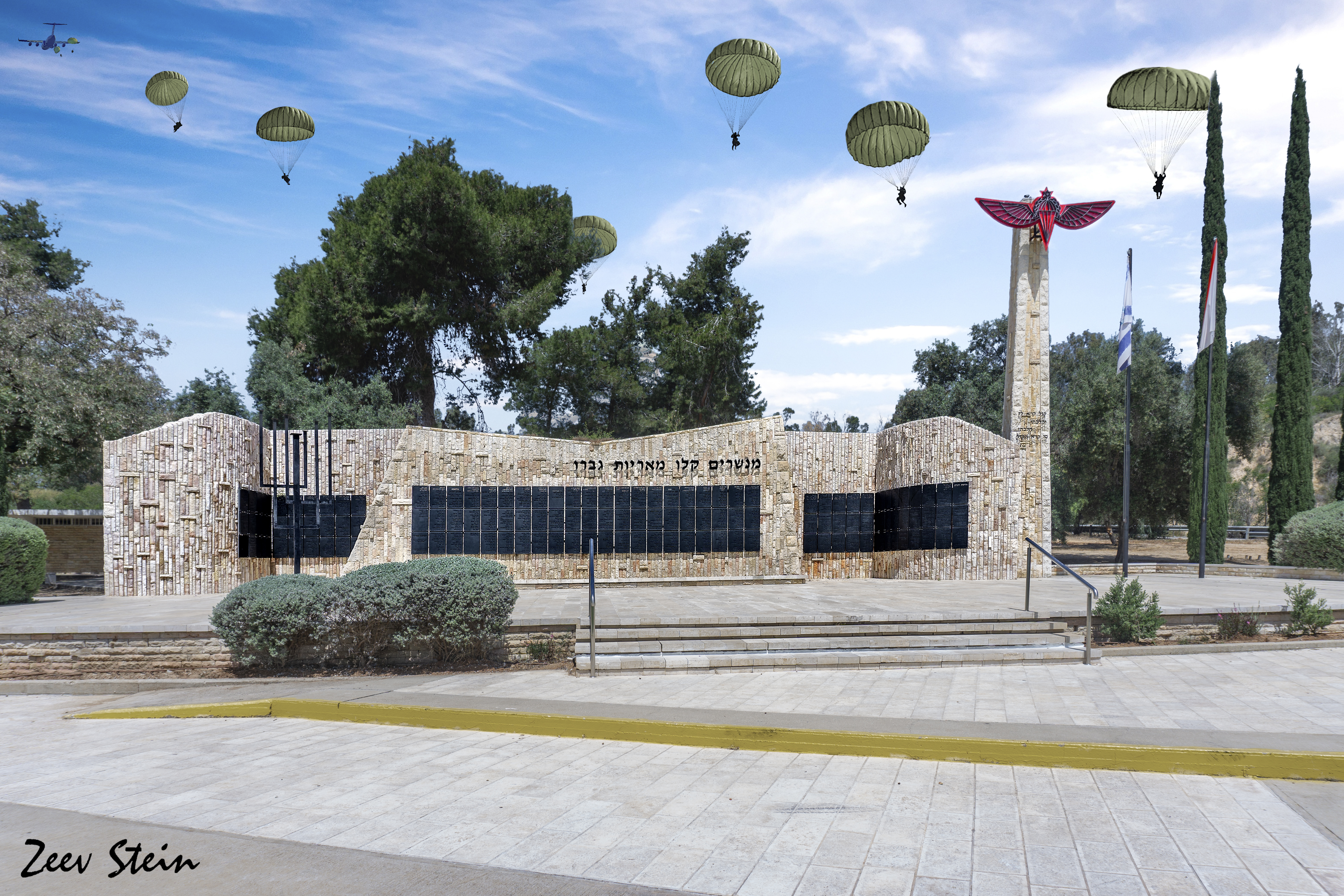
Fallschirmjäger-Gedenkstätte bei Gedera

Die Hauptgedenkstätte für die Gefallenen liegt an der Straße Nr. 40 bei Tel Nof zwischen Gedera und Rechovot. Sie ist mit einem hebräischen Bibelsatz aus 2.Samuel 1,23 überschrieben: „Schneller waren sie als Adler und stärker als Löwen.“
Eine weitere Gedenkstätte für die gefallenen Fallschirmjäger spezieller Operationen findet sich zwischen dem Kibbuz Mefalsim und dem Gazastreifen: das „Black Arrow-Memorial“.
An Gefallene im Libanonkrieg von 1982 erinnert der Givat Harabatim beim Moshav Shtula an der libanesischen Grenze.